# Ute Rührold
Ute Rührold coniugata Klawonn (Zerbst, 9 dicembre 1954) è un'ex slittinista tedesca orientale, dopo la riunificazione della Germania (1990), acquisì la cittadinanza tedesca.
È stata moglie del connazionale Wolfgang Böhme, ex giocatore di pallamano di alto livello.

## Biografia
Prese parte a due edizioni dei Giochi olimpici invernali, a Sapporo 1972 e ad Innsbruck 1976, ed in entrambe le occasioni conquistò la medaglia d'argento nel singolo.
Ai campionati mondiali ottenne due medaglie d'argento, ad Oberhof 1973 e ad Hammarstrand 1975, ed una di bronzo, a Königssee 1974, sempre nel singolo.
Nelle rassegne continentali vinse un titolo europeo nel singolo a Königssee 1972, oltre ad una medaglia d'argento ed una di bronzo.
Dopo il ritiro dalle competizioni iniziò a lavorare nel settore turistico nell'area di Rostock.

## Palmarès

### Olimpiadi
- 2 medaglie:
  - 2 argenti (singolo a Sapporo 1972; singolo ad Innsbruck 1976).

### Mondiali
- 3 medaglie:
  - 2 argenti (singolo ad Oberhof 1973; singolo ad Hammarstrand 1975);
  - 1 bronzo (singolo a Königssee 1974).

### Europei
- 3 medaglie:
  - 1 oro (singolo a Königssee 1972);
  - 1 argento (singolo a Königssee 1973);
  - 1 bronzo (singolo ad Imst 1974).